# جون بويد واتسون
جون بويد واتسون (بالإنجليزية: John Boyd Watson)‏ هو شخصية أعمال أسترالي، ولد في 1828 في بيزلي في المملكة المتحدة، وتوفي في 1889 في Waverley, New South Wales ‏ في أستراليا.